# Antonius Andreas
Antonius Andreas, född cirka 1280 i Tauste, död 1320, var en spansk franciskan och teolog. Han var lärjunge till Johannes Duns Scotus.

## Biografi
Andreas undervisade vid universitetet i Lleida. Han utgav bland annat en kommentar till Petrus Lombardus Senteser.